# Highland Village (Teksas)
Highland Village – miasto w Stanach Zjednoczonych, w stanie Teksas, w hrabstwie Denton, leżące na przedmieściach Dallas.
Prawa miejskie uzyskało w lutym 1963 roku.

## Demografia
Według przeprowadzonego przez United States Census Bureau spisu powszechnego w 2010 roku miasto liczyło 15 056 mieszkańców. Natomiast skład etniczny w mieście wyglądał następująco: Biali 90,7%, Afroamerykanie 2,6%, Azjaci 3,1%, pozostali 3,6%.